# 桑泰尔地区罗西耶尔
桑泰尔地区罗西耶尔（法語：Rosières-en-Santerre，法語發音：[ʁozjɛʁ ɑ̃ sɑ̃tɛʁ]），或纯音译作罗西耶尔昂桑泰尔，是法国上法蘭西大區索姆省的一个市镇，属于佩罗讷区。

## 地理
桑泰尔地区罗西耶尔（49°48'51"N, 2°42'10"E）面积12.98 平方千米，位于法国上法蘭西大區索姆省，该省份为法国北部沿海省份，北起加来海峡省和北部省，西接滨海塞纳省和大西洋英吉利海峡，南至瓦兹省，东临埃纳省。
与桑泰尔地区罗西耶尔接壤的市镇（或旧市镇、城区）包括：凯村、阿尔博尼耶尔、利翁斯、梅阿里库尔、沃维莱尔、弗雷利。

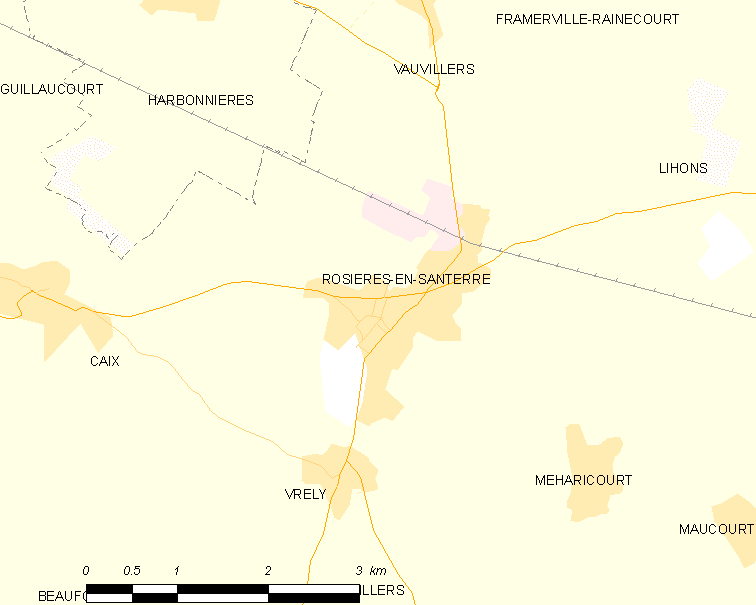
桑泰尔地区罗西耶尔的OSM定位图

桑泰尔地区罗西耶尔的时区为UTC+01:00、UTC+02:00（夏令时）。

## 行政
桑泰尔地区罗西耶尔的邮政编码为80170，INSEE市镇编码为80680。

## 政治
桑泰尔地区罗西耶尔所属的省级选区为莫勒伊县。

## 人口

1962-2008年间桑泰尔地区罗西耶尔人口变化图示

桑泰尔地区罗西耶尔于2022年1月1日时的人口数量为2928人。